# Downstream (netwerk)
De term downstream wordt in combinatie met upstream voornamelijk gebruikt om de maximale datasnelheid van ADSL, satelliet- of kabelinternet te benoemen.
Hierbij staat downstream voor de hoeveelheid bits of bytes die de klant per seconde kan binnenhalen. Een voorbeeld is 1024 Kbit/s. (128 kB/s)
De snelheid van breedbandverbindingen is afhankelijk van allerlei factoren, onder andere:
- de afstand tot de ADSL-centrale
- de kwaliteit van de lijn
- storing op de lijn
- aantal gebruikers in je subnet, wijk, ... (bij kabelinternet)
- het gebruikte modem
- het afgesloten abonnement.